# قضاعة ملساء الفراء
القضاعة ملساء الفراء أو كلب الماء أملس الفراء (الاسم العلمي: Lutrogale perspicillata) نوع من القضاعات المتوطنة في شبه القارة الهندية وجنوب شرق آسيا، ولهذا النوع نويع وحيد متوطن في جنوب العراق هو كلب الماء. جاءت تسمية هذا النوع بسبب نعومة فرائها مقارنة ببقية أنواع القضاعات. تُصنف هذه القضاعات بأنها مهددة بالانقراض.